# Синдром Патау
Синдром Пата́у (трисомия 13) — генетическое заболевание человека, которое характеризуется возникновением геномной мутации, а именно трисомией по 13-й хромосоме.

## История
Трисомия 13 впервые описана Эразмусом Бартолином в 1657 году. Хромосомную природу заболевания выявил доктор Клаус Патау в 1960 году. Заболевание названо в его честь. Синдром Патау также был описан для племён с островов Тихого океана. Считается, что эти случаи были вызваны радиационным заражением, появившимся в результате испытаний ядерного оружия в регионе.

## Этиология и эпидемиология
Встречается с частотой 1:7000 — 1:14000. Имеются два цитогенетических варианта синдрома Патау: простая трисомия и робертсоновская транслокация. Обнаружены и другие цитогенетические варианты (мозаицизм, изохромосома, неробертсоновские транслокации), но они встречаются крайне редко. Клиническая и патологоанатомическая картины простых трисомных форм и транслокационных не различаются. 75 % случаев трисомии хромосомы 13 обусловлено появлением дополнительной хромосомы 13. Между частотой возникновения синдрома Патау и возрастом матери прослеживается зависимость, хотя и менее строгая, чем в случае синдрома Дауна. 25 % случаев СП — следствие транслокации с вовлечением хромосом 13-й пары, в том числе в трёх из четырёх таких случаев происходит мутация de novo. В четверти случаев транслокация с вовлечением хромосом 13-й пары имеет наследственный характер с возвратным риском 14 %.
Соотношение полов при синдроме Патау близко к 1:1. Дети с синдромом Патау рождаются с истинной пренатальной гипоплазией (на 25 — 30 % ниже средних величин), которую нельзя объяснить небольшой недоношенностью (средний срок беременности — 38,5 недель). Риск возникновения этого синдрома у потомства увеличивается с возрастом матери, достигая пика в среднем к 31 году.

## Проявления заболевания

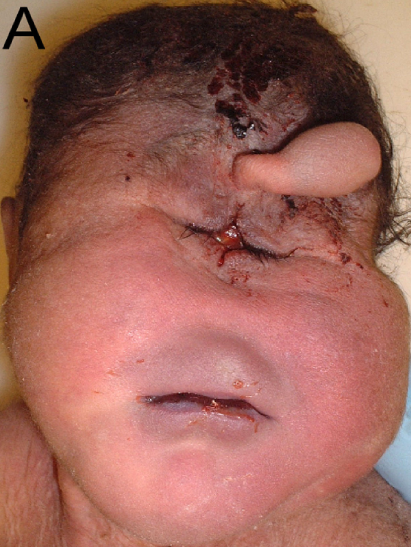
Младенец с синдромом Патау. Аринэнцефалия с циклопией.

Характерным осложнением беременности при вынашивании плода с синдромом Патау является многоводие: оно встречается почти в 50 % случаев синдрома Патау.
При синдроме Патау наблюдаются тяжёлые врождённые пороки. Дети с синдромом Патау рождаются с массой тела ниже нормы (2500 г). У них выявляются умеренная микроцефалия, нарушение развития различных отделов ЦНС, низкий скошенный лоб, суженные глазные щели, расстояние между которыми уменьшено, микрофтальмия и колобома, помутнение роговицы, запавшая переносица, широкое основание носа, деформированные ушные раковины, расщелина верхней губы и нёба, полидактилия, флексорное положение кистей, короткая шея. У 80 % новорождённых встречаются пороки развития сердца: дефекты межжелудочковой и межпредсердной перегородок, транспозиции сосудов и др. Наблюдаются фиброкистозные изменения поджелудочной железы, добавочные селезёнки, эмбриональная пупочная грыжа. Почки увеличены, имеют повышенную дольчатость и кисты в корковом слое, выявляются пороки развития половых органов. Для СП характерна задержка умственного развития.
В связи с тяжёлыми врождёнными пороками развития большинство детей с синдромом Патау умирают в первые недели или месяцы (95 % — до 1 года).
Однако некоторые больные живут в течение нескольких лет. Более того, в развитых странах отмечается тенденция увеличения продолжительности жизни больных синдромом Патау до 5 лет (около 15 % детей) и даже до 10 лет (2 — 3 % детей).
Оставшиеся в живых страдают глубокой идиотией.
Другие синдромы врождённых пороков развития (синдромы Меккеля и Мора, тригоноцефалия Опитца) по отдельным признакам совпадают с синдромом Патау. Решающим фактором в диагностике является исследование хромосом. Цитогенетическое исследование показано во всех случаях, в том числе у умерших детей. Точный цитогенетический диагноз необходим для прогноза здоровья будущих детей.

## Лечение
На данном этапе развития медицины возможность исправить хромосомные нарушения отсутствует. Комплексная работа группы различных специалистов заключается в постоянном контроле за состоянием здоровья больного и поддержке семьи.